# Keizo Imai
Keizo Imai (今井 敬三, Imai Keizo) né le 19 novembre 1950 à Kyoto au Japon est un footballeur japonais.